# Archilestes chocoanus
Archilestes chocoanus là loài chuồn chuồn trong họ Lestidae. Loài này được Pérez Gutiérrez mô tả khoa học đầu tiên năm 2012.